# Col d'Ongoujou
Le col d’Ongoujou ou col d'Ongojou est un col du centre de l’île de Grande-Terre, à Mayotte. Situé à 178 m d'altitude, le col est franchi par la route nationale 2, qui relie le carrefour de Tsararano, sur la côte orientale de l’île, au carrefour de Chiconi, sur la côte occidentale. Le village d'Ongoujou se trouve près du col.